# Cykelhjul

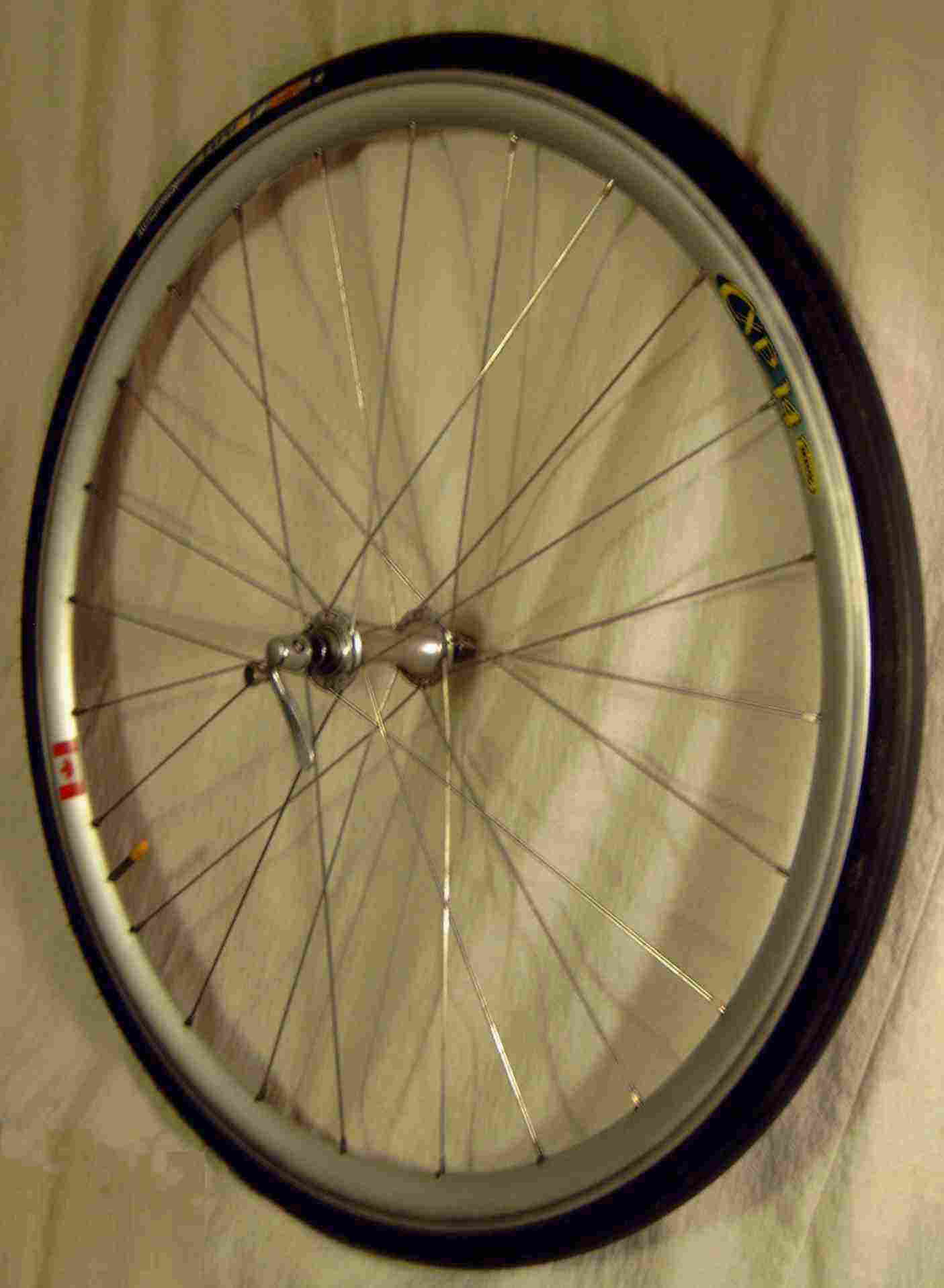
Framhjulet till en racercykel.

Cykelhjul är ett hjul konstruerat för att användas på en cykel. Cykelhjul är oftast skapta för att få plats inom cykelns ram och framgaffel. På utsidan av hjulet brukar däck monteras för att göra cyklandet mer komfortabelt.

## Nav

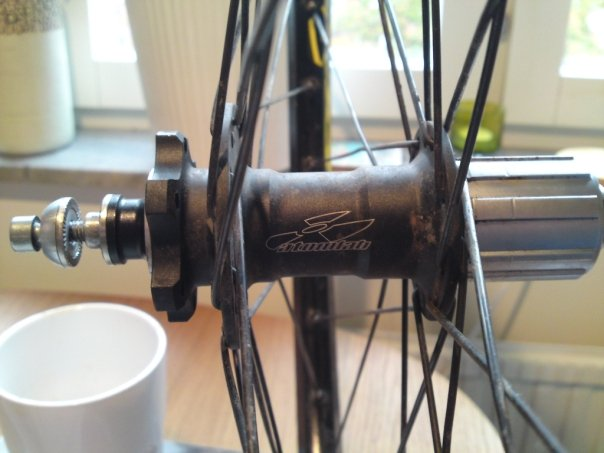
Ett baknav monterat på ett mountainbikehjul. På detta baknav är både bromsskivan på vänster sida och den utanpåliggande växeln på högersidan bortmonterade.

Navet är den centrala delen av cykelhjulet där även ramen knyter an till dess axel. Ett cykelnav består av navflänsar och lager. För bakhjulets del finns även en frihjulsmekanism och för navväxlade cyklar även planetväxel och oftast även fotbroms. Navflänsen fungerar som ett fäste för ekrarna som i sin tur drar i fälgen. Flänsarna bör vara av kallsmidd aluminium, för bästa styrka och hållbarhet. De bör också vara tillräckligt tjocka, så att de ger stöd för hela ekerböjen. Man brukar dela in naven efter navflänsens diameter. Nav med en stor flänsdiameter brukar kallas för högflänsade nav och nav med en liten flänsdiameter brukar kallas för lågflänsade nav. 
I teorin ger högflänsade nav ett styvare och stabilare hjul, men i praktiken blir skillnaden ganska liten. Dessutom väger högflänsade nav mer än motsvarande lågflänsade nav. Bakhjulets flänsar brukar dock vara lite större än framhjulets flänsar, för att få plats med frihjulet.
Speciellt baknav för utanpåliggande växlar (kedjeväxlade cyklar) måste ha flänsen på kedjesidan betydligt närmare navaxelns mitt. Detta för att få plats med alla kedjedreven. Då man eftersträvar att ha fälgen centrerad över navaxelns mitt, leder detta till att kedjesidans ekrar måste vara betydligt hårdare spända än ekrarna på den andra sidan. Detta försvagar bakhjulet, som dessutom bär ca 2/3 av cyklistens vikt. Framnav som är förberedda för skivbromsar har också kraftig offset.  
Ett innovativt sätt att komma runt problemet med offset är att använda s.k. G3-ekring. Navet måste helst vara förberett för G3-ekring.

## Lager
Hjulet roterar runt en axel där kontakten mellan delen som är stilla, axeln, och det roterande hjulet och navet sker med hjälp av ett kullager.